# Panzerfaust
Pour les articles homonymes, voir Panzerfaust (homonymie).
Le Panzerfaust est une famille de lance-grenades antichar sans recul à un seul coup, produite en Allemagne nazie à partir de 1942 afin de doter les soldats de la Wehrmacht d'une arme antichar individuelle portable à coût réduit.
Le mot allemand Panzerfaust signifie « poing blindé ». L'arme non rechargeable propulse une grenade à charge creuse à une portée qui varie selon la version de l’engin, mais qui dépasse rarement la cinquantaine de mètres en pratique. Employé dans des conditions optimales (c'est-à-dire tiré sur l'arrière ou le côté du char ennemi), un seul Panzerfaust peut mettre hors de combat tout blindé, même le mieux protégé.
Produit en très grandes quantités (à plus de huit millions d'exemplaires au total) à partir de 1943, le Panzerfaust est abondamment utilisé par la Wehrmacht, la Waffen-SS, les alliés de l'Allemagne et, à la fin de la guerre les miliciens du Volkssturm. L'arme est également fréquemment utilisée par les soldats alliés qui arrivent à mettre la main sur des exemplaires abandonnés. La présence avérée ou potentielle des Panzerfäuste influence considérablement les tactiques de combat des formations de chars alliées et de leur infanterie d'accompagnement.
Le principe du Panzerfaust a en outre inspiré directement la conception du RPG-2 soviétique, qui a été développé par l’URSS après la guerre.
Le nom Panzerfaust a probablement marqué les esprits, car la Bundeswehr dispose d’un lance-roquettes qui a été baptisé Panzerfaust 3.

## Principe de fonctionnement
Le Panzerfaust est parfois qualifié à tort de lance-roquette mais son projectile, contrairement à une roquette, n'est propulsé que par la combustion initiale de sa charge (comme une balle ou un obus). L'arme fonctionne sur le principe du canon sans recul, ce dernier étant presque entièrement compensé par l'éjection vers l'arrière d'une partie du gaz de combustion. La vitesse du projectile est donc très faible par rapport à celle d'un obus tiré par un canon antichar classique mais, comme la munition est une charge creuse, cela n'a pas d'incidence sur sa capacité de pénétration. La trajectoire de la grenade est stabilisée lors du vol par des ailettes en tôle fixées sur la queue en bois du projectile. Maintenues pliées à l'intérieur du tube lanceur, elles se déploient à la sortie de ce dernier.
L'arme est conçue pour être fabriquée à peu de frais en très grande série et pour être mise en œuvre par un homme seul, avec un minimum de formation.
Le tir se fait le plus souvent en positionnant le tube sous le bras droit et en le soutenant avec le bras gauche (contrairement aux lance-roquettes qui, comme le Panzerschreck allemand ou le Bazooka américain par exemple, sont posés sur l'épaule du tireur). Le viseur est constitué par une lame rabattue normalement vers l'avant sur le tube lanceur et que le tireur déploie en position verticale. Après avoir retiré la sécurité, il aligne l'un des orifices placées sur la lame (choisi en fonction de la distance estimée de l'objectif) avec un repère situé sur le haut de la tête de la grenade et avec la cible puis il appuie sur le bouton de tir (remplacé par une poignée sur les modèles ultérieurs). Le tireur peut être allongé, debout ou agenouillé. L'arme peut également être positionnée sur l'épaule. Quelle que soit la position de tir, il faut disposer d'un espace libre d'environ trois mètres derrière le tireur pour éviter que le jet produit à l'arrière lors du tir ne blesse le tireur ou ses camarades. Le tir est également possible dans une pièce si les ouvertures permettent d'évacuer la surpression et la fumée.

## Développement
Dès 1941, un premier projet portant sur le développement d'une grenade anti-char à charge creuse lancée à la main, appelée Panzerwurfgranate 41 est confié aux deux firmes Richard Rinker GmbH et Westfalische Anhaltische Sprengstoff Aktiengeselshaft (WASAG) mais c'est un échec. En effet, l'essai des modèles de pré-série envoyés sur le front de l'Est début 1942 confirme qu'ils ne sont pas assez puissants - bien que déjà trop lourds pour être lancés par fusil lance-grenade. De plus, il est bien trop dangereux de s'approcher suffisamment près d'un char pour les lancer à la main. Il faut donc envisager un lancement par canon sans-recul ou par lance-roquette .
L'étape suivante est accomplie par la société HASAG (Hugo Schneider AG) de Leipzig avec le Faustpatrone 42 qui est l'ancêtre direct du Panzerfaust.
Le principe de base et l'architecture du système définitif sont déjà définis : canon sans recul mis en œuvre par un seul homme et projetant un projectile à charge creuse percutée. Le tube lanceur n'est pas récupéré.
Cependant la charge militaire est encore trop faible, la portée trop courte et la méthode de tir peu pratique et peu sûre du fait notamment de la faible longueur du tube lanceur et de la faible fiabilité du système de mise à feu.
HASAG corrige ces problèmes et achève le développement de l'arme qui est baptisée Panzerfaust 30.

### Premiers modèles de série

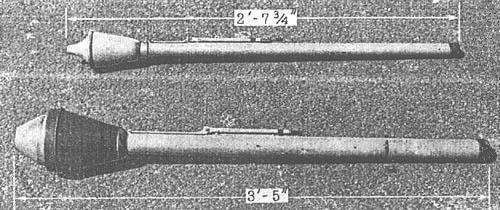
Comparaison entre un Panzerfaust 30 (klein) (en haut) et un Panzerfaust 30 (groß) (en bas).

Le premier modèle, le Panzerfaust 30, lance un projectile dont la portée utile ne dépasse guère 30 mètres. Lors de la mise au point de versions disposant d'une charge plus importante, le mot « klein » (« petit ») est ajouté dans sa dénomination, pour le distinguer des nouvelles versions.
Le Panzerfaust 30 (groß) (« grand ») tire un projectile de plus gros calibre, avec un pouvoir de perforation supérieur ; cette nouvelle version est produite simultanément avec la précédente pendant quelque temps avant de la remplacer. La production massive commence en octobre 1943. Elle contribue à contrebalancer en partie le manque de Panzers dans les rangs allemands.
Deux autres versions sont créées à partir de 1944, les Panzerfäuste 60 et 100, capables respectivement d'atteindre un char à 60 et 100 mètres. Le modèle 60 est très similaire au 30 (groß) mais avec une charge propulsive plus puissante. Sur le modèle 100, deux charges séparées par un vide sont utilisées, la combustion de l'une entraînant celle de l'autre, d'où un gain de vitesse initiale pour le projectile mais sans la surpression qui aurait existé si les deux charges avaient été accolées. La portée des deux modèles est accrue mais en réalité, il faut se placer à 40 mètres ou moins pour être sûr d'atteindre sa cible.

### Les versions suivantes
Le Heereswaffenamt (bureau des armements de l'armée de terre) lance le développement des modèles 150 et 250, pouvant être rechargés, mais qui n'entrent pas en service avant la fin de la guerre. Sur le 150, La forme de l'ogive est mieux profilée ce qui améliore la vitesse et la précision. En outre, pour un pouvoir de destruction équivalent au Panzerfaust 100, il consomme moins de matière explosive. Le tube est renforcé, ce qui le permet de le réutiliser une dizaine de fois avant de le jeter. Les sources divergent néanmoins sur l'utilisation du Panzerfäuste 150 au combat en quantités importantes .
Quant au Panzerfaust 250, il reste à l'état de projet. Ce modèle devait comporter une poignée munie d'une détente. Sa conception inspira fortement le RPG-2 soviétique d'après guerre.

### Spécifications

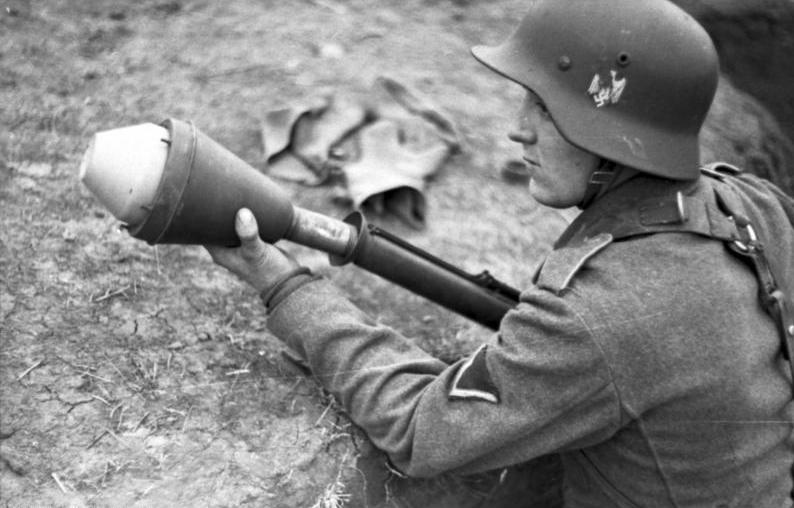
Préparation de l'arme.

| Désignation                      | Poids  | Longueur totale | Poids Propergol | Ø de la tête | Ø du tube lanceur | Vitesse du projectile Vmax | Portée Effective | Performance Pénétration |
| -------------------------------- | ------ | --------------- | --------------- | ------------ | ----------------- | -------------------------- | ---------------- | ----------------------- |
| Faustpatrone 42                  | 1 kg   | 415 mm          | Inconnu         | 80 mm        | 28 mm             | Inconnue                   | 20 à 30 m        | Inconnue                |
| Panzerfaust 30 (klein) - (petit) | 3,2 kg | 985 mm          | 70 g            | 95 mm        | 33 mm             | 28 m/s                     | 30 m             | 140 mm                  |
| Panzerfaust 30 (groß) - (gros)   | 6,9 kg | 1 045 mm        | 95-100 g        | 149 mm       | 44 mm             | 30 m/s                     | 30 m             | 200 mm                  |
| Panzerfaust 60                   | 8,5 kg | 1 045 mm        | 120-134 g       | 149 mm       | 44 mm             | 45 m/s                     | 60 m             | 200 mm                  |
| Panzerfaust 100                  | 9,4 kg | 1 045 mm        | 190-200 g       | 149 mm       | 44 mm             | 60 m/s                     | 100 m            | 200 mm                  |
| Panzerfaust 150                  | 6,5 kg | 1 045 mm        | 190-200 g       | 106 mm       | 44 mm             | 85 m/s                     | 150 m            | 280–320 mm              |
| Panzerfaust 250                  | 6,5 kg | 1 045 mm        | 190-200 g       | 106 mm       | 44 mm             | 85 m/s                     | 150 m            | 280–320 mm              |

## LePanzerfaustau combat
L'arme est très appréciée des soldats et redoutée des équipages de chars en raison de son faible encombrement permettant de l'utiliser dans de multiples conditions de tir, y compris dans des lieux relativement exigus, et de sa capacité de pénétration des blindages de chars alliés. L'absence de recul en fait une arme prisée par le personnel peu ou pas formé. Mais son emploi est malaisé et dangereux car les organes de visée sont réduits à leur plus simple expression alors même que le tireur doit veiller à se protéger des gaz brûlants produits lors du tir tout en se maintenant, non dissimulé ou protégé, à portée immédiate des armes ennemies. L'inconvénient de cette arme est sa faible portée ainsi que la flamme de trois mètres qui sort du tube au moment du tir. Il est donc assez malaisé de l'utiliser en environnement confiné, ce qui est souvent le cas en combat urbain. L'autre inconvénient est son usage unique. Conscients de la rareté des métaux en Allemagne à cette époque, les rédacteurs du manuel d'utilisation indiquent qu'il faut, si possible, récupérer les tubes usagés afin de pouvoir les recycler.
Un manuel d'utilisation à destination des équipes de casseurs de char (Panzerknacker) mentionne que seules certaines parties du char ennemi doivent être visées. La grenade aura alors moins tendance à rebondir sur ces zones. Un schéma d'utilisation est en outre imprimé sur chaque exemplaire du Panzerfaust pour permettre à tout soldat ou membre du Volkssturm de s'en servir correctement.
En de nombreuses occasions, le Landser se sert de son Panzerfaust comme d'un lance-grenades antipersonnel, car il a en effet un pouvoir de destruction supérieur aux grenades à fusil. Il crée de plus suffisamment de fumée au moment du tir pour servir de fumigène à son porteur, chose particulièrement pratique pour traverser une rue battue par le feu ennemi sans être vu.

## Production
Le développement et la plus grande partie de la production du Panzerfaust sont accomplis par la société Hugo Schneider A.G. (HASAG) à Leipzig-Schönefeld, une autre partie de la production étant réalisée dans une usine implantée dans le camp de concentration de Schlieben. Une autre usine impliquée dans la production, Robert Tummler Metallwarenfabrik est implantée à Döbeln. Le tube lanceur lui-même est produit à l'usine Volkswagen de Fallersleben (aujourd'hui Wolfsburg) .
Plus de huit millions d'exemplaires sont produits, toutes versions confondues .

## L'héritage du Panzerfaust
Comme le Panzerfaust, le RPG-2 soviétique fonctionne sur le seul principe du canon sans recul. Mais pour les munitions développées ultérieurement, la propulsion est assurée soit de manière mixte (lancement par canon sans recul d'une roquette dont le moteur-fusée  prend le relais, comme pour le RPG-7 soviétique) soit directement par une fusée (comme le système M72 LAW américain). La portée de ces armes et leur pouvoir de pénétration sont donc supérieurs, tandis que leurs organes de visée sont en général plus sophistiqués - avec des possibilités de tir de nuit par visée infra-rouge. Les charges militaires disponibles se sont également diversifiées avec la plus grande disponibilité de charges explosives destinées à la lutte anti-personnel .
Plus encore que les  Bazooka  et Panzerschreck contemporains, le Panzerfaust, par sa forte diffusion et son faible prix, a fait évoluer la puissance de feu des fantassins. Cette évolution s'est étendue après la guerre à de nouvelles catégories de combattants (guérillas, rebelles ou même terroristes) en les dotant d'armes individuelles, puissantes, relativement peu coûteuses et disponibles en grandes quantités.

## Galerie

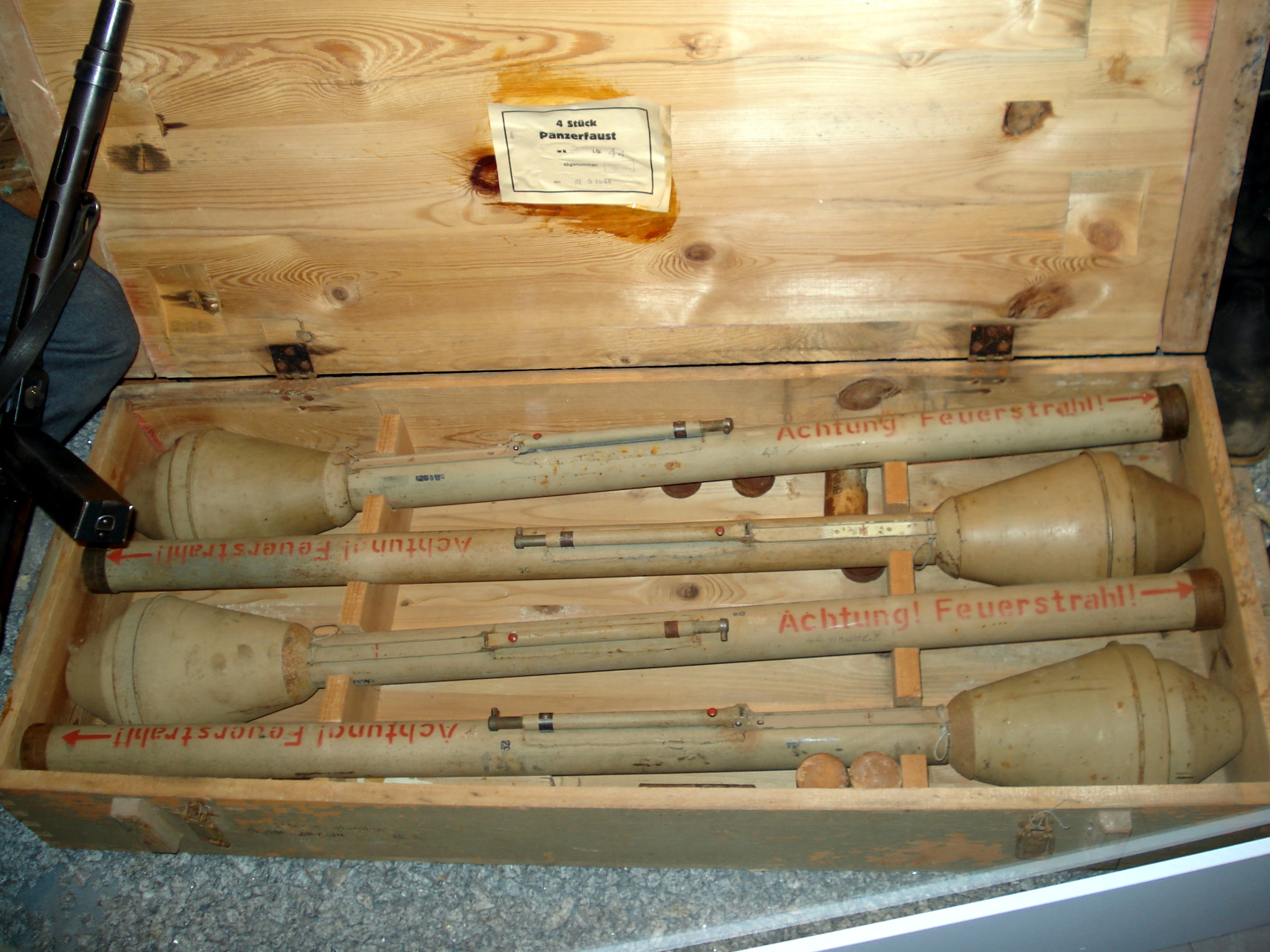
Un ensemble de Panzerfäuste exposé au Musée de la guerre à Helsinki.
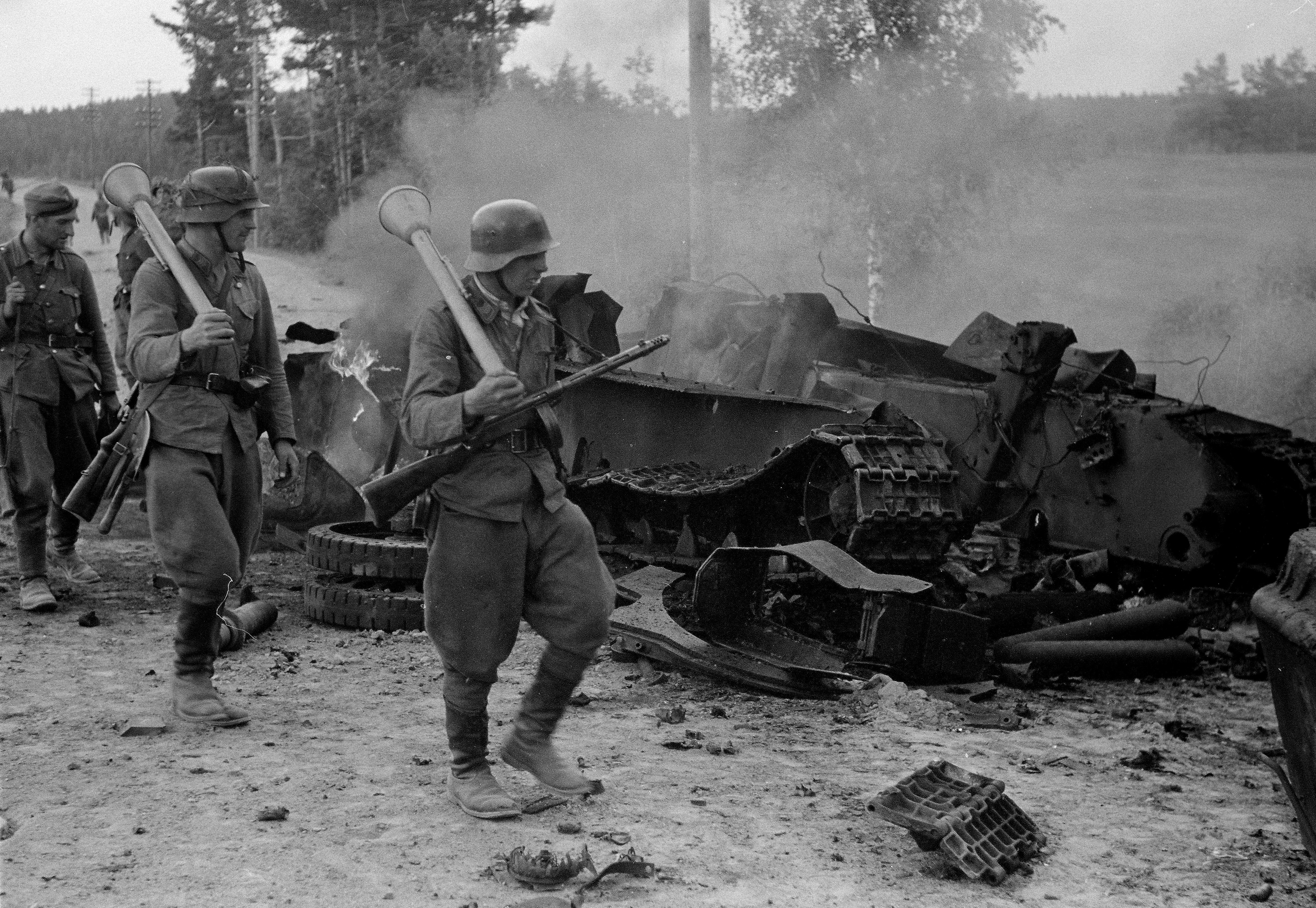
Soldats finlandais avec des Panzerfäuste à côté d'un T-34 soviétique détruit lors de la bataille de Tali-Ihantala.
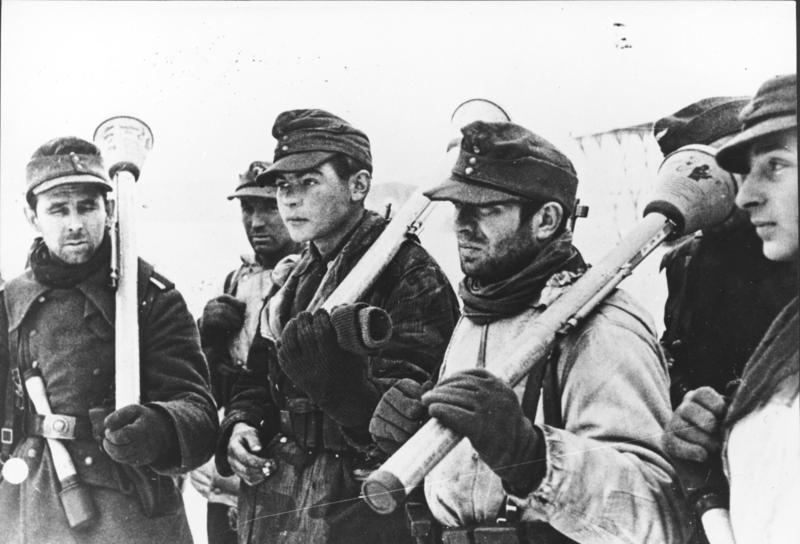
Soldats allemands armés de Panzerfäuste sur le Front de l'Est en 1945.
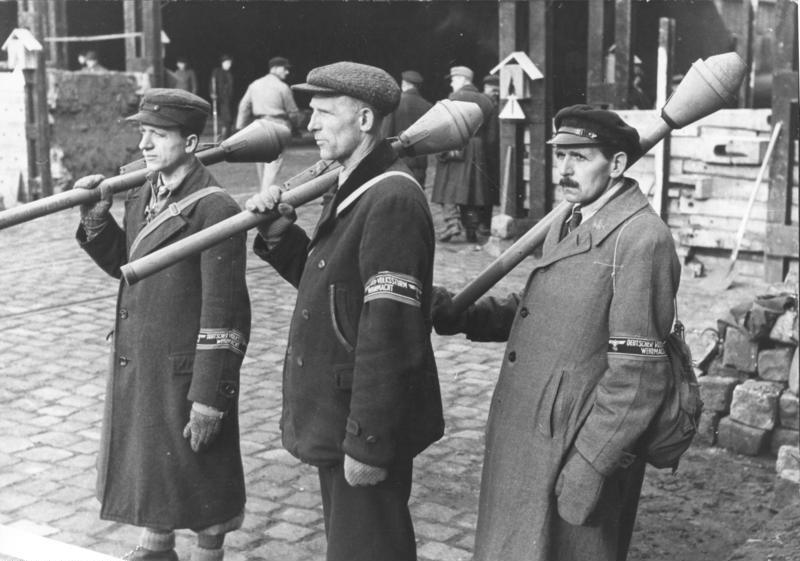
Soldats du Volkssturm avec Panzerfäuste à Berlin en mars 1945.
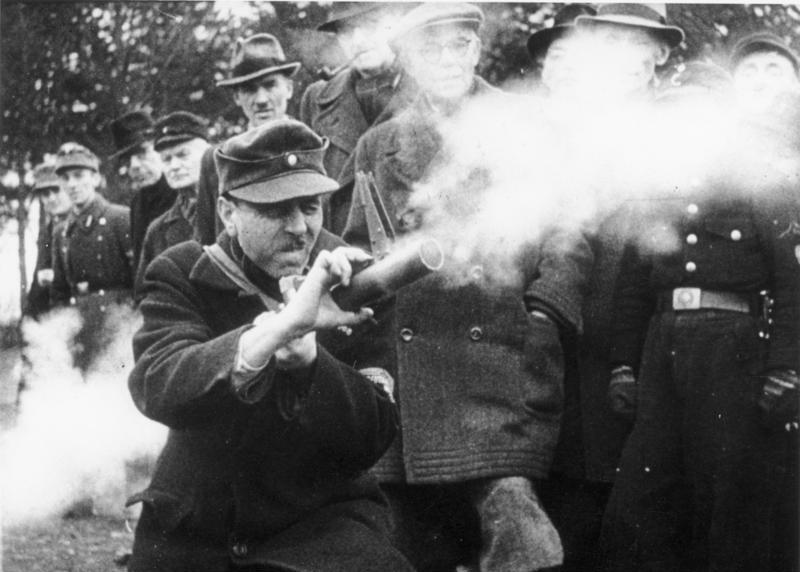
Tir effectué par un Volkssturmmann, lors d'un entrainement.
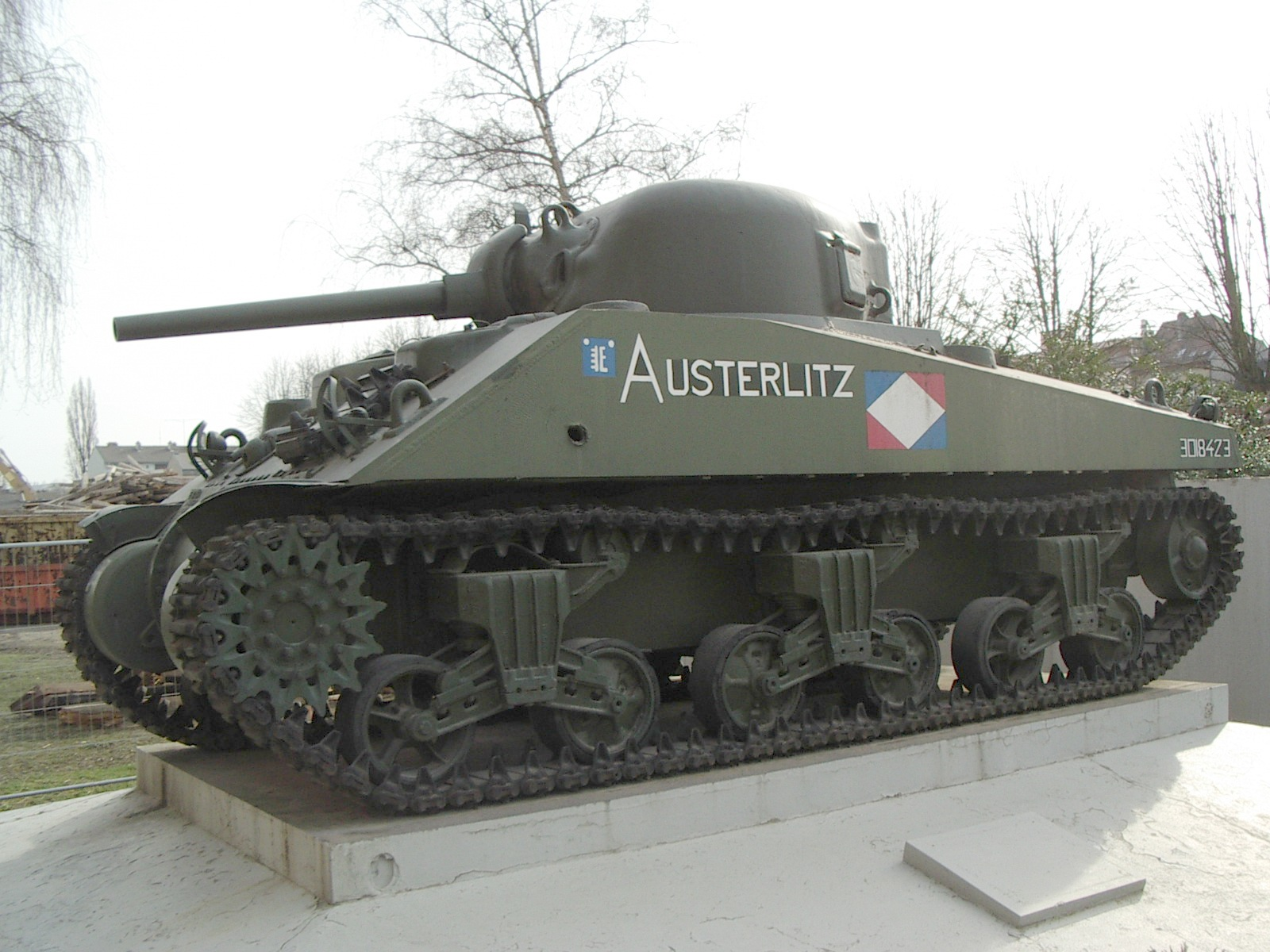
Sherman de la 1re armée française touché en novembre 1944 par un Panzerfaust. La perforation occasionnée est nettement visible sur la paroi latérale, épaisse de 38 mm.
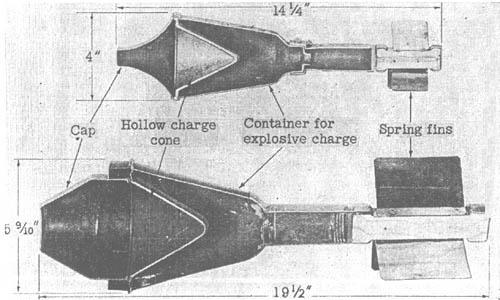
Coupes de la grenade du Panzerfaust klein et du Panzerfaust 100, avec légende et mesures anglo-saxonnes.
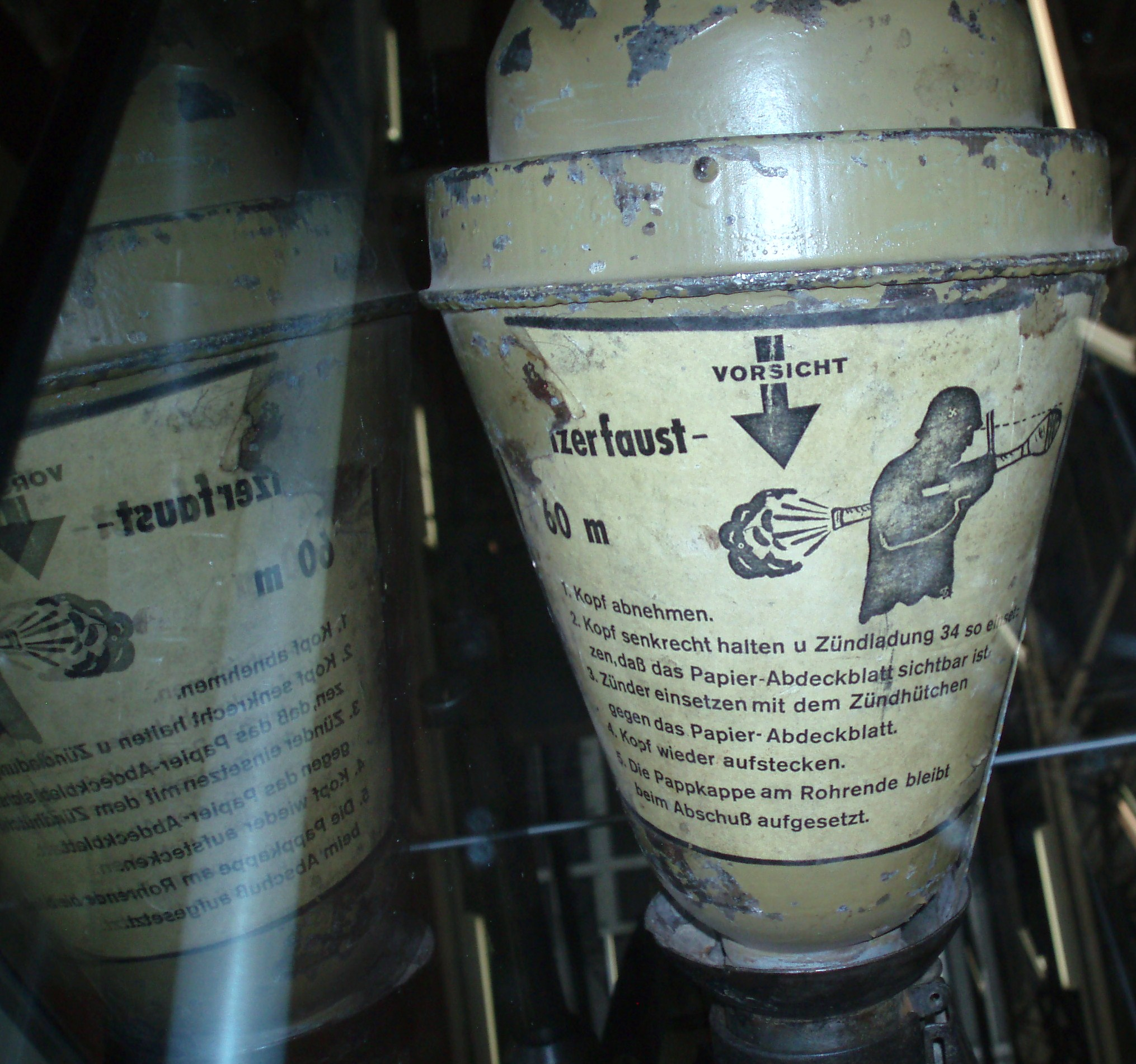
Notice d'utilisation collée sur la grenade, signalant en particulier le danger de la flamme arrière.